# Sitapur (Inde)
Pour les articles homonymes, voir Sitapur.
Sitapur est une ville indienne située dans le district de Sitapur dans l’État de l'Uttar Pradesh. En 2001, sa population était de 151 827 habitants.

## Personnalités nées ou ayant résidé à Sitapur
- Lieutenant Manoj Kumar Pandey

## Source de la traduction
- (en) Cet article est partiellement ou en totalité issu de l’article de Wikipédia en anglais intitulé « Sitapur » (voir la liste des auteurs).